# Jordy Zuidam
Jordy Zuidam (Utrecht, 8 juli 1980) is een Nederlands voormalig voetballer die bij voorkeur op het middenveld speelde. Sinds 2017 is Zuidam technisch directeur bij FC Utrecht.

## Spelerscarrière
In de jeugd voetbalde Zuidam bij SV Houten en VV RUC, waarna hij in de jeugd van FC Utrecht terechtkwam.
Als voetballer kwam hij uit voor  FC Utrecht, Go Ahead Eagles, FC Zwolle en wederom Go Ahead Eagles. Vervolgens speelde Zuidam zijn laatste jaar in het profvoetbal (in het seizoen 2010/11) voor RBC Roosendaal.
Na zijn profcarrière speelde Zuidam nog twee seizoenen in de Zaterdag Topklasse voor VV Katwijk en een seizoen in de Zondag Eerste Klasse bij VV De Meern uit zijn geboortestad.

## Overige functies
Vanaf het seizoen 2013/2014 was Zuidam werkzaam als hoofd scouting bij FC Utrecht. In 2017 stelde de club hem aan als directeur voetbalzaken, oftewel technisch directeur.

## Clubstatistieken
| Seizoen | Club              | Competitie           | Duels | Goals |
| ------- | ----------------- | -------------------- | ----- | ----- |
| 1998/99 | FC Utrecht        | Eredivisie           | 3     | 0     |
| 1999/00 | FC Utrecht        | Eredivisie           | 12    | 0     |
| 2000/01 | FC Utrecht        | Eredivisie           | 0     | 0     |
| 2000/01 | → Go Ahead Eagles | Eerste divisie       | 14    | 0     |
| 2001/02 | → Go Ahead Eagles | Eerste divisie       | 27    | 6     |
| 2002/03 | FC Utrecht        | Eredivisie           | 26    | 0     |
| 2003/04 | FC Utrecht        | Eredivisie           | 22    | 0     |
| 2004/05 | FC Utrecht        | Eredivisie           | 10    | 0     |
| 2005/06 | FC Zwolle         | Eerste divisie       | 36    | 4     |
| 2006/07 | FC Zwolle         | Eerste divisie       | 31    | 1     |
| 2007/08 | FC Zwolle         | Eerste divisie       | 12    | 1     |
| 2008/09 | Go Ahead Eagles   | Eerste divisie       | 35    | 0     |
| 2009/10 | Go Ahead Eagles   | Eerste divisie       | 9     | 0     |
| 2010/11 | → RBC Roosendaal  | Eerste divisie       | 29    | 2     |
| 2011/12 | VV Katwijk        | Zaterdag Topklasse   | 3     | 2     |
| 2012/13 | VV Katwijk        | Zaterdag Topklasse   | 5     | 5     |
| 2013/14 | VV De Meern       | Zondag Eerste Klasse | ?     | ?     |
| Totaal  | Totaal            | Totaal               | 274   | 21    |

## Erelijst
FC Utrecht
- KNVB beker: 2002/03, 2003/04
- Johan Cruijff Schaal: 2004

 VV Katwijk
- Nederlands amateurkampioenschap: 2012/13